# Francisco Conesa Ferrer
Francisco Simón Conesa Ferrer (ur. 25 sierpnia 1961 w Alicante) – hiszpański duchowny rzymskokatolicki, biskup diecezjalny Minorki w latach 2017–2022, biskup diecezjalny Solsony od 2022.

## Życiorys

### Prezbiterat
Święcenia kapłańskie otrzymał 29 września 1985 i został inkardynowany do diecezji Orihuela-Alicante. Był m.in. nauczycielem w niższym seminarium, prowikariuszem i wikariuszem generalnym diecezji oraz rektorem bazyliki w Elche.

### Episkopat
27 października 2016 papież Franciszek mianował go biskupem ordynariuszem diecezji Minorka. 7 stycznia 2017 przyjął sakrę biskupią z rąk kardynała Antonio Cañizaresa. W tym samym dniu objął kanonicznie diecezję.
3 stycznia 2022 został mianowany biskupem Solsony. 